# Quarzo rosa

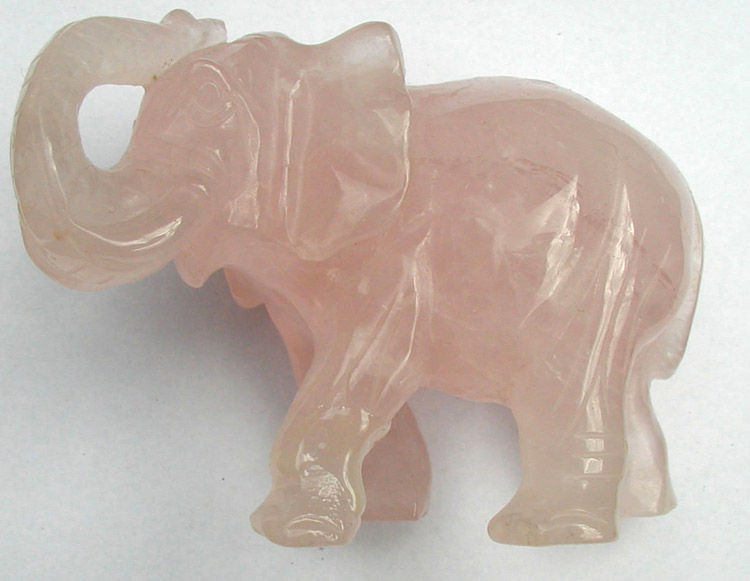
Elefantino di quarzo rosa

Il quarzo rosa è un quarzo traslucido, di colore rosa pallido, ma può essere anche cristallino, sino ad essere quasi trasparente o traslucido nelle varietà più pregiate e ricercate; il colore della polvere è bianco, mentre presenta una lucentezza vitrea ed un'ottima diffusione della luce (è sempre meglio non tenerlo troppo a lungo sotto il sole: potrebbe sbiadirsi e perdere la sua particolare lucentezza).

## Storia
Il minerale fu utilizzato per decorare il razionale ebraico. Veniva usato dai maghi per prevedere il futuro. Gli antichi romani utilizzavano il quarzo rosa come cicatrizzante dopo avere esposto dei pezzi del minerale al sole, sempre dai romani veniva creata una pietra artificiale in vetro simile al quarzo rosa. Dagli scavi archeologici di Susa sono emersi dei sigilli cilindrici.

## Aspetto
Una certa quantità di inclusioni di rutilo sotto forma di aghetti possono creare nei campioni che sono stati tagliati a faccia curva una forma di asterismo a sei punte.
Come tutte le pietre appartenenti alla famiglia dei quarzi, ha la proprietà della piezoelettricità.

## Luoghi di ritrovamento
- Europa:  Germania, Scozia, Irlanda, Camasco in Valsesia nella provincia di Vercelli;[1]
- America: Alto Feio nel Rio Grande do Norte, San Miguel, Rio Doce nel Minas Gerais in Georgia; Maine, Dakota del Sud negli Stati Uniti;[1]
- Altre zone di ritrovamento: Tsileo, Amarikaolo, Mania in Madagascar; distretti di Warangal, Hyderabad, Chhindwara in India.[1]

## Tradizioni e credenze popolari
- Il quarzo rosa è considerato, in modo figurato, la pietra della fertilità e perciò il simbolo della femminilità; è associato a tutto ciò che è legato al cuore, a livello fisico ed emozionale.
- Il suo chakra è il quarto, il cuore appunto, e dunque si pensa che possa donare pace interiore e gioia, oltre che dare un senso di equilibrio e tranquillità.
- Secondo alcuni, è la pietra per eccellenza da portare quando si cerca l'amore.
- Secondo la tradizione, sul piano fisico, il quarzo rosa aiuterebbe il sistema circolatorio, il cuore e gli organi sessuali.